# Nola platyzona
Nola platyzona är en fjärilsart som beskrevs av Turner 1944. Nola platyzona ingår i släktet Nola och familjen trågspinnare. Inga underarter finns listade i Catalogue of Life.